# Pascual Díez de Rivera y Casares
Pascual Díez de Rivera y Casares (Madrid, 8 de mayo de 1889-Madrid, 30 de abril de 1952) fue un noble, militar y político español, responsable de la política social pesquera de la dictadura franquista. Ostentó el título nobiliario de II marqués de Valterra desde su rehabilitación por Alfonso XIII en 1920.

## Biografía
Hijo de Alfonso Díez de Rivera y Muro (11 de agosto de 1845-19 de junio de 1933) y de su esposa Ramona Casares y Bustamante y hermano menor de Alfonso Diez de Rivera y Casares, II conde de Biñasco, y de Ramón Díez de Rivera y Casares, II marqués de Huétor de Santillán y I marqués pontificio de Valeriola.

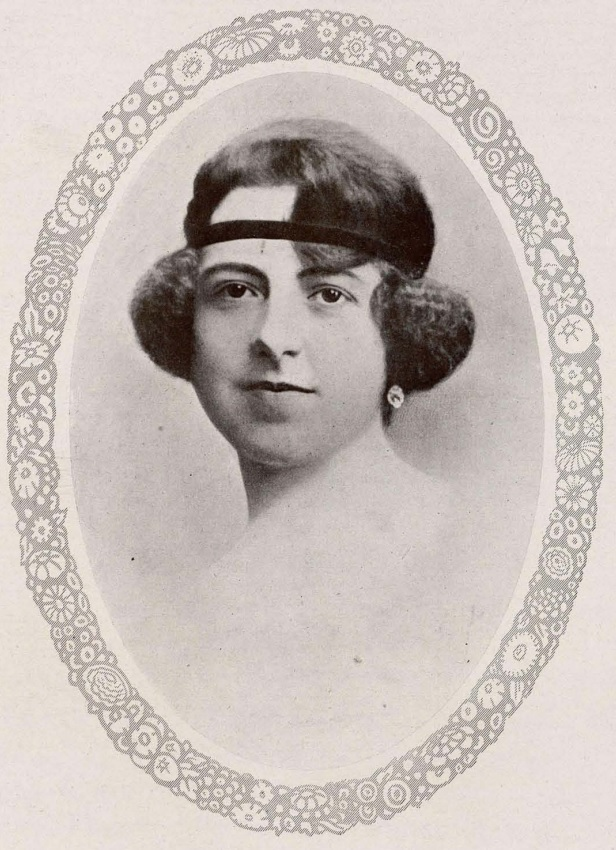
María de Lourdes Escrivá de Romaní y Sentmenat, XV marquesa de Espinardo, por Kaulak.

Político conservador, resultó elegido diputado de las Cortes de la Restauración por el distrito electoral de Ciudad Real en las elecciones de 1920 y por el de Villanueva de los Infantes en las de 1923. Capitán de Fragata y caballero de la Orden de Calatrava, contrajo matrimonio con María de Lourdes Escrivá de Romaní y Sentmenat (3 de febrero de 1897 - 26 de julio de 1985), XV marquesa de Espinardo, el 23 de febrero de 1922.
Colaborador durante la década de 1930 de Alfredo Saralegui, fundador del Instituto Social de la Marina (ISM), acabaría desarrollando una fuerte animadversión hacia este. Candidato por la provincia de Pontevedra a las Cortes republicanas para las elecciones de 1936, combatió en el bando sublevado durante la guerra civil española. Líder del ISM desde el final del conflicto hasta el año de su muerte, adaptó la estructura diseñada por Saralegui para la institución, dotándola de un envoltorio franquista. En calidad de jefe del Sindicato Nacional de Pesca, fue igualmente procurador de las Cortes franquistas desde 1943 hasta 1952. En 1949 fue ascendido al rango de vicealmirante de la Armada. Falleció en Madrid el 30 de abril de 1952.

## Reconocimientos
- Gran-Cruz de la Orden Civil de Beneficencia (1926)[14]
- Encomienda con Placa de la Gran Orden Imperial de las Flechas Rojas (1939)[15]
- Medalla de Oro al Mérito en el Trabajo (1945)[16]
- Gran Cruz del Mérito Naval (1945)[17]
- Gran-Cruz de la Real y Militar Orden de San Hermenegildo (1948)[18]